# Arsène Letellier
Arsène Letellier (Ruan, 28 de marzo de 1833-París, 5 de febrero de 1880) fue un escultor francés. 
Fue alumno de Francisque Duret.

## Obras
- Es autor de la estatua en piedra de Chauvigny de Rollón,[1] instalada en los jardines del ayuntamiento de Rouen (1863). Existen dos reproducciones en bronce de esta escultura, una en Ålesund (Noruega) y la otra en Fargo (Dakota del Norte), realizadas por el escultor ruanés Alphonse Guilloux con motivo de la celebración del milenario de Normandia en 1911.

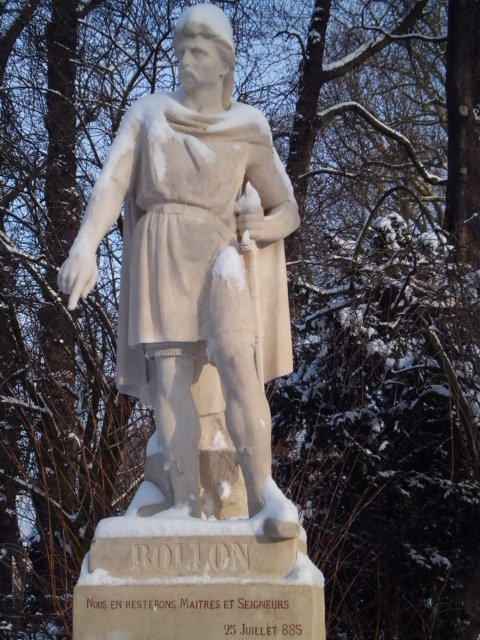
Estatua de Rollon

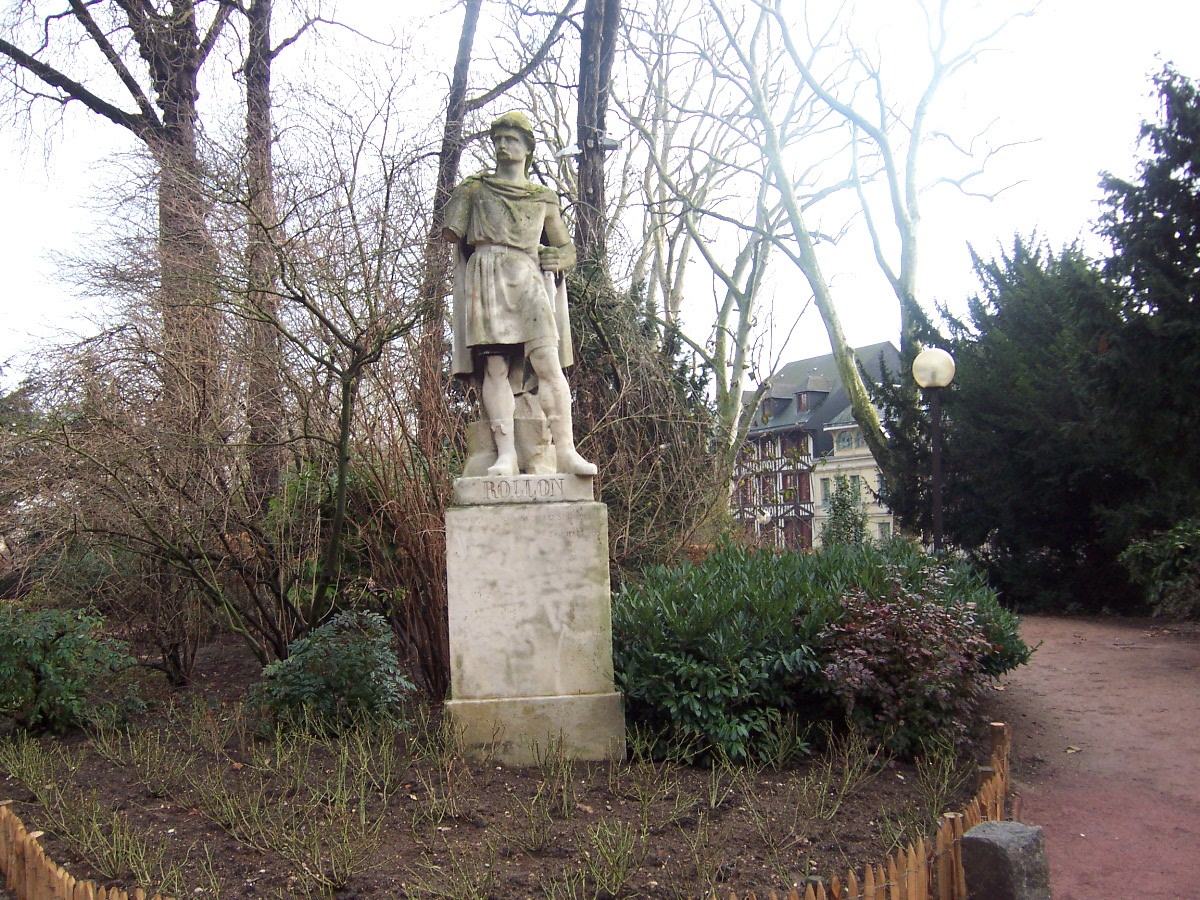
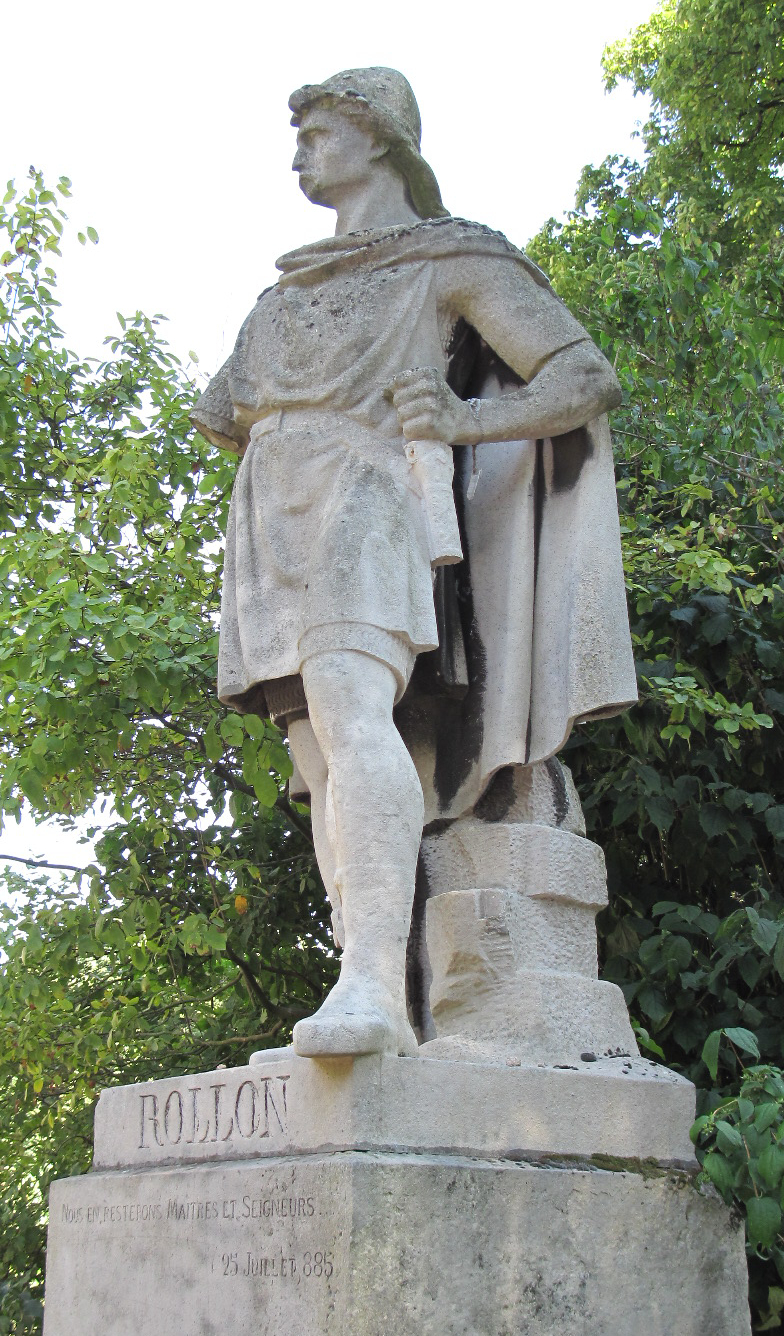

- Las estatuas de Niépce y Daguerre, en el número 89 de la calle Jeanne-d'Arc[2] en Rouen (realizadas hacia 1866).